# Demokracja totalitarna
Demokracja totalitarna – termin rozpowszechniony przez J. L. Talmona (wcześniej używali go Bertrand de Jouvenel i E.H. Carr) za pośrednictwem książki The Origins of Totalitarian Democracy, oznaczający zdegenerowaną formę demokracji parlamentarnej, w której rzeczywistą władzę sprawuje wąska elita polityczno-finansowa, zachowując jednak fasadę demokratycznych struktur, pozory wolności słowa i wolnych wyborów. Niebezpieczeństwo takiej degeneracji demokracji parlamentarnej zauważył już John Stuart Mill w połowie XIX w.
Koncepcja demokracji totalitarnej opiera się na konstatacji, że bliski totalitarnemu modelowi poziom zaangażowania władzy państwowej, lub kontroli sprawowanej przez państwo nad każdym przejawem życia społecznego może zaistnieć także w ramach demokracji parlamentarnej, bez likwidacji formalnie wolnego rynku i własności prywatnej, bez masowego terroru, i jawnie działającej cenzury.
Na przykład w państwie bezpieczeństwa socjalnego, sprawowanie anonimowej kontroli nad społeczeństwem ułatwia uzależnienie go od opieki społecznej, systemu przymusowych ubezpieczeń, manipulowanie nim za pomocą dyskretnie nadzorowanych wpływami z reklamy mediów, których działanie staje się zależne od interesów elit politycznych faktycznie sprawujących władzę.
Jacob Leib Talmon uważa totalitaryzm w demokracji za konsekwencję przyznania ludowi roli najwyższego suwerena, a w konsekwencji również prawa do decydowania o tym, co dobre, a co złe, co prawdziwe, a co fałszywe.
Totalitarna demokracja wyrasta ze wspólnego pnia osiemnastowiecznych idei i nie jest bynajmniej zjawiskiem świeżej daty, obcym tradycji zachodu (...) jej początki sięgają znacznie głębiej w przeszłość niż dziewiętnastowieczne systemy myślenia, takie jak marksizm – albowiem sam marksizm był tylko jednym, choć, przyznać trzeba, najbardziej znaczącym spośród różnych wariantów ideału demokracji totalitarnej, które następowały po sobie w ciągu ostatnich stu pięćdziesięciu lat.
Poglądy Talmona nie są nowe, gdyż dużo wcześniej takie zagrożenia degeneracji demokracji zauważali już XIX-wieczni teoretycy tego ustroju, z Johnem Stuartem Millem na czele. Według Milla sposobem na zaradzenie niebezpieczeństwa faktycznemu przejęciu państwa przez określone lobby polityczno-finansowe są:
- wprowadzenie proporcjonalnych, a nie większościowych wyborów do ciał przedstawicielskich
- stworzenie "niezależnego korpusu urzędniczego" – czyli apolitycznych stanowisk w administracji rządowej, które nie podlegałyby wpływom politycznym; członkowie tego korpusu powinni być wybierani przez konkursy i wykonywać tylko takie polecenia polityków, które są zgodne z prawem oraz alarmować opinię publiczną bądź odmawiać ich wykonywania, jeśli są sprzeczne z prawem;
- stworzenie przynajmniej jednej instytucji kontrolnej z dożywotnimi, dobrze płatnymi stanowiskami, gwarantującymi jej odporność na naciski korupcyjno-lobbystyczne; przykładem takiej instytucji jest np. Sąd Najwyższy Stanów Zjednoczonych
- prawo antymonopolowe – czyli udzielenie rządowi lub parlamentowi prawa do rozbijania niebezpiecznych monopoli w gospodarce, (np. ustawa Shermana).